# Сангит Сиван
Сангит Сиван (малаял. സംഗീത് ശിവൻ; 1959, Тривандрам — 8 мая 2024, Мумбаи) — индийский кинорежиссёр
, сценарист и кинопродюсер, работавшим в киноиндустриях на малаялам и хинди. Сын кинооператора Сивана.

## Биография
Родился в 1959 году в Понгумуду (ныне пригород Тривандрама) в семье кинооператора Сивана и его жены Чандрамани. Был старшим из четырёх детей, в числе которых кинооператор Сантош Сиван и режиссёр Санджив Сиван. Учился в колледже Махатмы Ганди и колледже Мар Иваниос, получив степень бакалавра в области коммерции.
Сангит начал свою карьеру в качестве помощника отца на съёмках документальных фильмов, но, взяв пример со своего брата Сантоша, решил заняться художественным кино. В 1989 году он стал сопродюсером болливудского боевика «Пепел» режиссёра Адитьи Бхаттачарья. В следующем году Сангит дебютировал как режиссёр и сценарист, сняв криминальную драму Vyooham на малаялам, основанную на голливудском боевике «Смертельное оружие». 
Его второй фильм, «Воин» (1992) с Моханлалом в главной роли, был снят по сценарию Сасидхарана Араттували и во многом вдохновлён боевиком «Золотой ребёнок». Картина стала одним из наиболее часто пересматриваемых фильмов на малаялам и сделала ему имя.
В том же году Сангит поставил фильм Daddy, а на следующий вновь объединился с Моханлалом для съёмок Gandharvam, который однако быстро забылся. Его следующая работа Johny (1993) завоевала кинопремию штата Керала в номинации «Лучший детский фильм». В 1995 году режиссёр снял свой третий фильм с Моханлалом — Nirnayam, представляющий собой индийскую версию триллера «Беглец». 
В 1998 году Сангит вернулся в Болливуд с фильмом «В борьбе со злом» с Санни Деолом в главной роли. А после того как его Snehapoorvam Anna (2000) провалился в прокате, полностью переключился на фильмы на хинди. Сам он объяснял это большей доступностью технологических достижений, подкрепленной большими бюджетами в Болливуде. Его следующей работой стал триллер «Верь мне» (2003) с Эшей Деол и Зайедом Ханом, сюжет которого повторял американскую «Шараду» 1963 года. В отзыве на фильм было сказано, что режиссёр прекрасно справился с интригой, не вставил ненужных песен, которые могли бы нарушить повествование и хорошо рассказал историю.
Далее последовала комедия «Крутая компания» (2005) с Ритешем Дешмукхом и Тусшаром Кауром. Несмотря на наличие фривольных шуток, фильм получил положительные отзывы от зрителей, и положил начало новой франшизе, которой занялись уже другие режиссёры. 
Сангит снова пригласил Ритеша для съёмок «Наша мечта деньги» (2006), получившейго противоречивые отзывы. Так Намрата Джоши в рецензии для Outlook назвала фильм ужасно вялой, безвкусной комедией, а Таран Адарш счёл его неплохой эскапистской формой развлечения, которая понравится простому народу, добавив, что режиссёру следовало сократить количество персонажей.
Следующие работы режиссёра, «Одиночка» (2009) и «Клик» (2010), были ремейками боевика на языке телугу и тайского фильма ужасов, соответственно. Сангит выпустил ещё два фильма на малаялам как продюсер: романтическую комедию Idiots (2012) и хоррор E (2017), но они не имели успеха у зрителей. Его последней режиссёрской работой стал веб-сериал в жанре психологического триллера Bhram с Калки Кеклен и Бхумикой Чавлой.
Режиссёр скончался в результате сердечного приступа в больнице Мумбаи 8 мая 2024 года в возрасте 65 лет. У него остались жена Джаяшри и дети Саджана и Шантану. Выход комедийного хоррора Kapkapiii, снятого Сангитом и находившегося в стадии постпродакшена, был отложен на неопределённый срок.